# Yucca elata
Yucca elata là một loài thực vật có hoa trong họ Măng tây. Loài này được (Engelm.) Engelm. miêu tả khoa học đầu tiên năm 1882.

## Hình ảnh

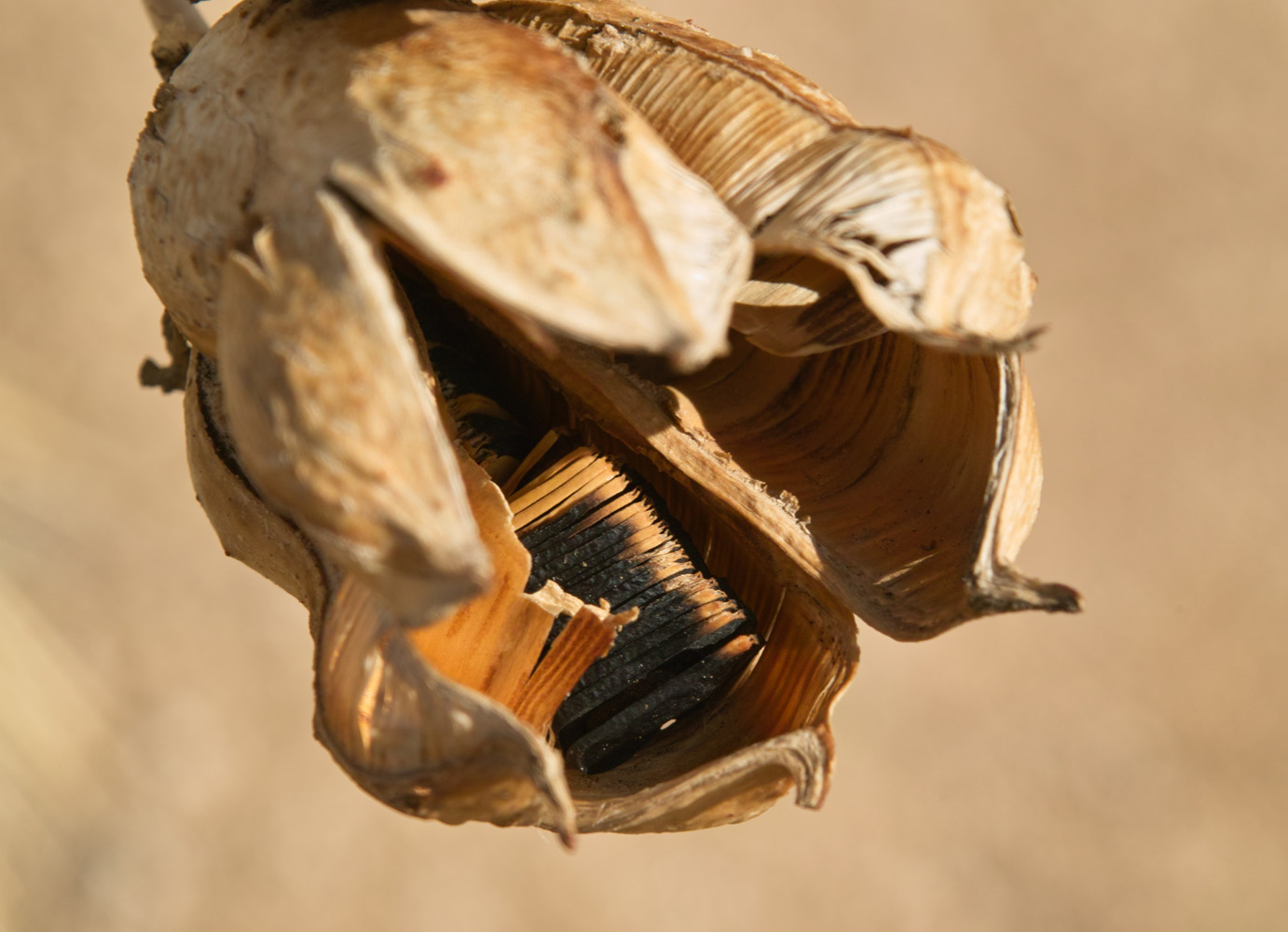
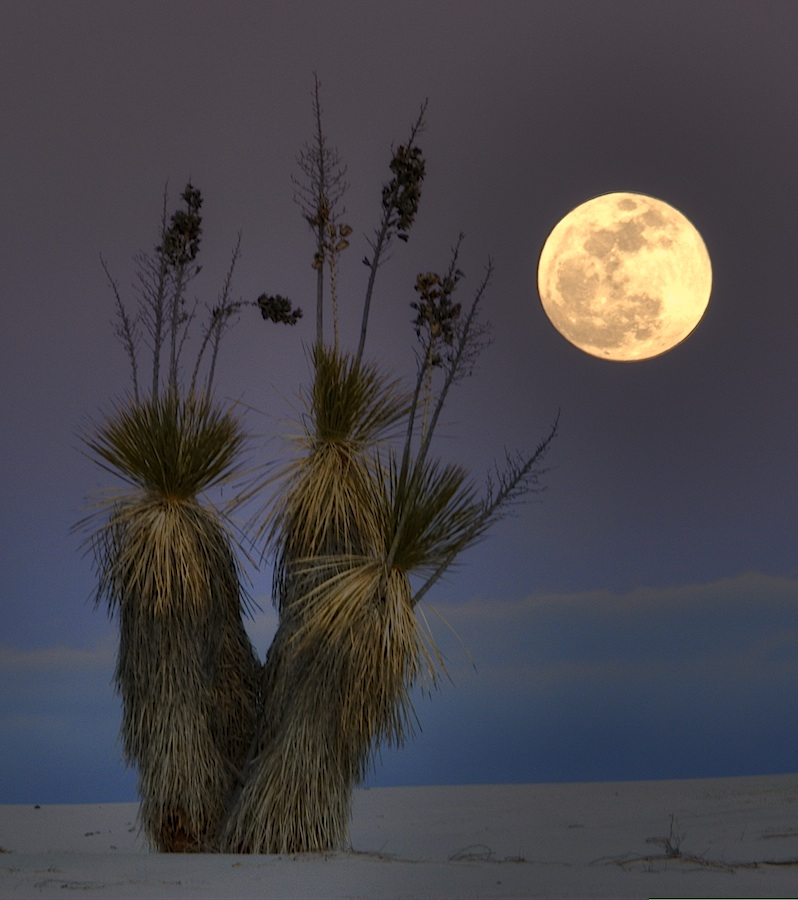
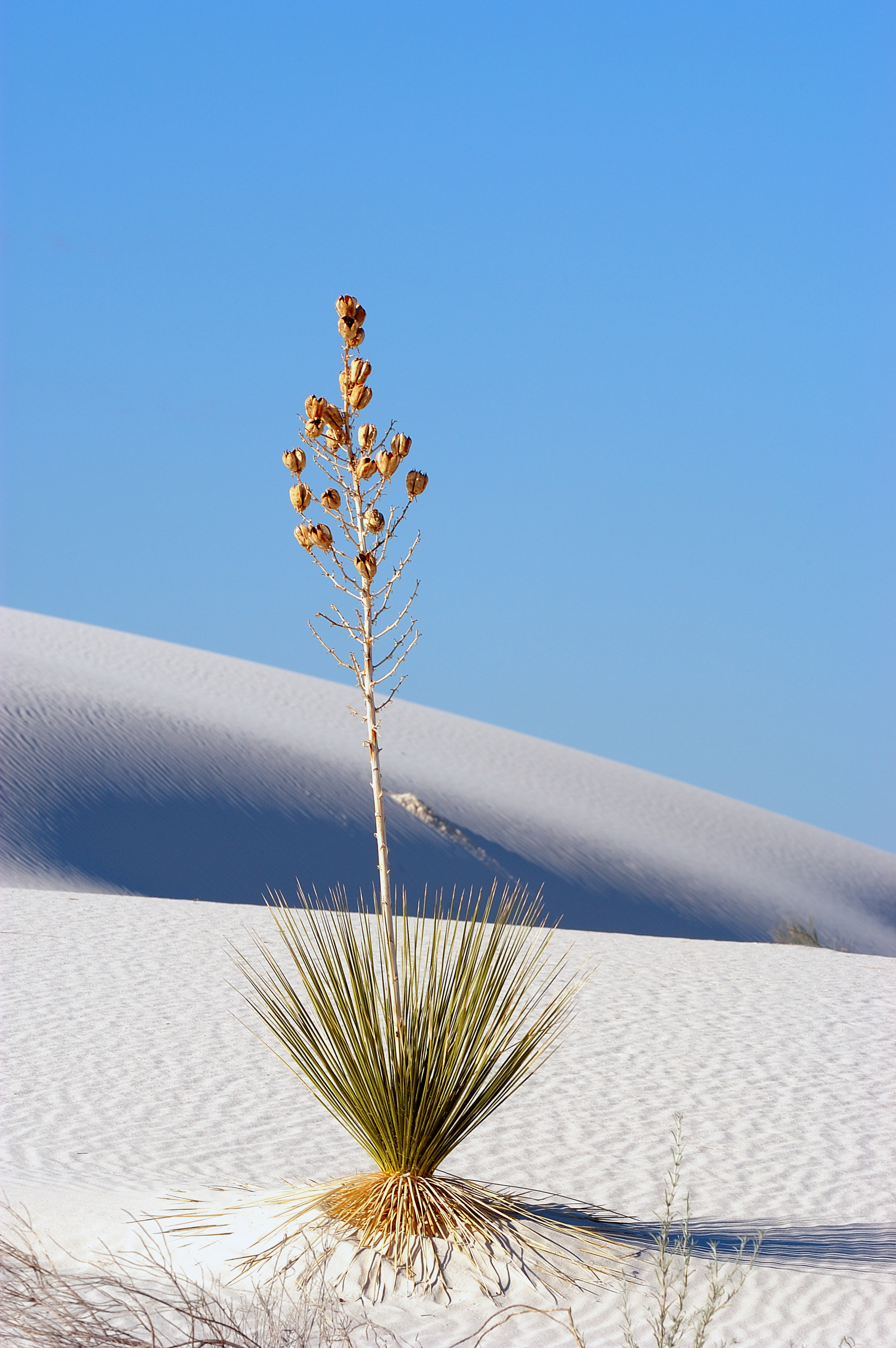
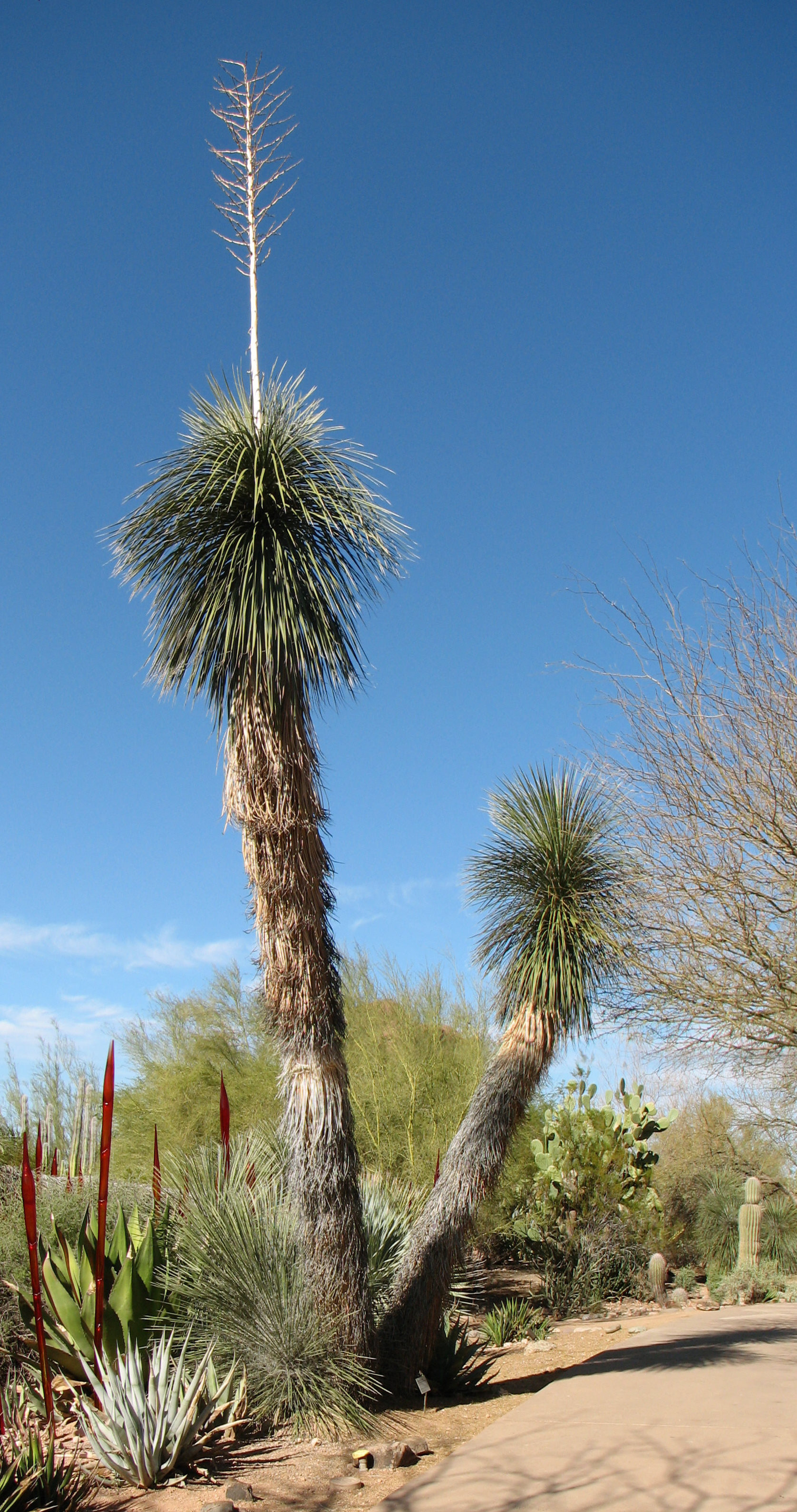